# 林健嗣
林 健嗣（はやし けんじ、1950年（昭和25年）10月3日 - ）は、日本のテレビプロデューサー、ディレクター。元札幌テレビ放送役員待遇編成局エグゼクティブマネージャー。現放送人の会理事。元ＡＴＰ全日本テレビ製作社連盟理事。2011年より「アジア旅番組国際グランプリ」事務局長。2013年 株式会社 a  創業

## 略歴
- 1950年 - 北海道空知郡中富良野町に生まれる。
- 1974年4月 - 札幌テレビ放送入社。
- 1974年10月 - テレビ制作現場に配属。
- 1982年 緑色の詩（テレビドラマ、脚本：市川森一、主演：萬田久子）演出
- 1983年 最後の航海（テレビドラマ、脚本：山田太一、主演：小林桂樹・八千草薫）石橋冠と共同演出
- 1984年 鬼峠（テレビドラマ、脚本：矢島正雄、主演：布施博）企画・演出
- 1986年 火曜サスペンス劇場「密漁夫婦」（テレビドラマ、脚本：矢島正雄、主演泉ピン子・川谷拓三）演出
- 1988年 海のごとくに花は咲き（テレビドラマ、脚本：矢島正雄脚本、主演：泉ピン子・川谷拓三）演出
- 1990年 風よ、父よ、明日へ（テレビドラマ、脚本：金子成人、主演：藤竜也）演出
- 1995年 地球を彫刻した男〜イサム・ノグチの世界」（ニューヨークフェスティバル芸術作品賞、エルサレム映画祭特別名誉作品賞、ベルリン映画祭特別招待）ディレクター。Charlotte Zwerinと共同演出
- 1998年 もう呼ぶな、海!（テレビドラマ、倉本聰脚本、 主演：大沢たかお・岸谷五朗）プロデュース・演出
- 1998年 風の音は聞こえない 少年竜二…空を飛べ（ドキュメンタリー、『スーパーテレビ情報最前線』で放送）ディレクター
- 2000年 1×8いこうよ!初代プロデューサー。報道特集「支払われなかった火災保険」〜地震免責と闘った奥尻島民〜（ドキュメンタリー）[1]
- 2013年10月札幌テレビ放送役員待遇編成局エグゼクティブマネージャーで役員定年退職
- 2013年11月　株式会社a 創業　海外向けTV･映画制作
- 2014年3月　第29回モントリオール芸術映画祭「Poet on the stone  Masatoshi Izumi」ノミネート作品選出

## 受賞歴
- 最後の航海（ギャラクシー奨励賞）
- 海のごとくに花は咲き（ギャラクシー賞選奨）
- 地球を彫刻した男〜イサム・ノグチの世界（ニューヨークフェスティバル芸術作品賞、エルサレム映画祭特別名誉作品賞、ロングアイランド映画祭ドキュメンタリー部門first prize、モントリオール世界映画祭最終ノミネートほかベルリン国際映画祭特別招待）
- もう呼ぶな、海!（日本照明家大賞、放送文化基金賞）
- 風の音は聞こえない 少年竜二…空を飛べ（日本民間放送連盟賞 エンターテイメント部門優秀賞）
- 報道特集「支払われなかった火災保険」（日本民間放送連盟賞 ラジオ報道部門優秀賞）

## 参考・出典文献
- 志賀信夫著「映像の先駆者 125人の肖像」（NHK出版）
- 「月刊民放 放送文化基金1998年受賞カタログ」（日本民間放送連盟）